# Jaimehintonia
Jaimehintonia, monotipski biljni rod u porodici šparogovki (Asparagaceae) i redu šparogolike (Asparagales), dio je potporodice Brodiaeoideae. 
Jedina vrsta je T. palmeri. Izvorni areal ove vrste je Meksiko (Nuevo León). To je lukovičasti geofit i prvenstveno raste u pustinjama ili suhim grmovitim biomima.

## Opis roda
Jaimehintonia je nedavno (1993.) opisan kao monotipski rod iz gipsanog tla Nuevo Leóna, Meksiko u kladu Milla Themidaceae (ili Asparagaceae prema APG IV-u). Ova klada uključuje behriju, beseru, dandju, milu i petronimfu. Ima lukovice s grubim plaštem, perantije ljubičaste do ružičaste boje i dobro razvijen hipantij s kojim ginecej nije srastao.

## Opis vrste
Jaimehintonia gypsophila raste u tlu od krede i gipsa u Nuevo Leónu i vjerojatno Coahuili u Meksiku. Cvjetovi su površno slični vrsti Androstephium caerulea i navodno su ljubičasti do ružičasti i rijetko bijeli. Thad Howard misli da bi ovo mogao biti davno izgubljeni Dandya purpusii. U uzgoju (južna Kalifornija), biljke počinju rasti sredinom ljeta (srpanj), dosta nakon što je Bessera počela rasti ili čak cvjetati. Ova vrsta dobro raste u malim posudama u mineralnoj mješavini uglavnom plovučca i pijeska i vrlo malo organske tvari. Mora se razmnožavati sjemenom. Lišće je slično kao kod Bessere, a cvjetovi se pojavljuju krajem kolovoza ili početkom rujna.